# 基督教工黨
基督教工黨（葡萄牙語：Partido Trabalhista Cristão）是一个巴西基督教保守主義政党，由一名律师丹尼尔·托里尼奥创立于1985年，当时称为青年黨（葡萄牙語：Partido da Juventude）。在1989年，费尔南多·科洛尔·德梅洛成为该党党魁，并改名为国家复兴党（葡萄牙語：Partido da Reconstrução Nacional），成为一个中间派政党。科洛尔1992年因為被指貪污遭到弹劾后，该党经历了一段相当长时间的低潮，并于2000年改为现名。